# Willis Ware
Howard George Willis Ware (31 de agosto de 1920 – 22 de noviembre de 2013), conocido popularmente como Willis Howard Ware, fue un pionero de la informática estadounidense que codesarrolló la máquina IAS que sentó las bases de la computadora moderna a finales del siglo XX. También fue un pionero de los derechos de privacidad, crítico social de la política tecnológica y fundador en el campo de la seguridad informática.

## Biografía
Como estudiante universitario, Ware estudió ingeniería eléctrica en la Escuela Moore de la Universidad de Pensilvania. Completó su maestría en la misma materia en el MIT, en 1942.
Durante la Segunda Guerra Mundial, Ware trabajó para Hazeltine Corporation (1942-1946) en proyectos militares clasificados. Después de la guerra (1946-1951), se unió al Instituto de Estudios Avanzados de Princeton para trabajar con John von Neumann en la construcción de una de las primeras computadoras. Después de completar su doctorado allí, se mudó a North American Aviation (1951-1952), ayudó a que la industria de la aviación pasara de las máquinas de tarjetas perforadas a las primeras computadoras, y en 1952 comenzó a impartir una clase de informática en la División de Extensión de la UCLA.; continuó durante 12 años. En 1952 se incorporó a la Corporación RAND, donde permaneció hasta 1992. Fue uno de los primeros ingenieros de diseño de la computadora RAND JOHNNIAC.
En 1961, fue el presidente fundador de la Federación Americana de Sociedades de Procesamiento de la Información, una de las primeras sociedades técnicas de informática. Ware predijo que la creciente dependencia de los ordenadores crearía nuevos problemas de privacidad, y en 1972 presidió el Comité Asesor Especial sobre Sistemas Automatizados de Datos Personales del Departamento de Salud, Educación y Bienestar Social, que elaboró recomendaciones políticas entre las que se incluía el Código de Prácticas de Información Leal que influyó significativamente en la Ley de Privacidad de 1974. Siguió estudiando y escribiendo sobre privacidad durante muchos años.
Ware influyó en muchos aspectos de la informática, entre ellos el inicio y la dirección de uno de los primeros cursos de informática en la UCLA y fue autor de algunos de los primeros libros de texto en el campo de la seguridad informática. Además, presidió varios estudios influyentes, entre ellos uno en 1967 que elaboró un informe pionero y transformador para el Defense Science Board de ARPA (ahora DARPA) que se conoció a partir de entonces como "el informe Ware". La Directiva de Protección de Datos de la Unión Europea estuvo muy influida por sus investigaciones.
Ware murió en su casa de Santa Mónica, California en 2013.

## Actividades profesionales
Ware fue un miembro activo e influyente de muchas organizaciones industriales, entre ellas:
- Presidente del Grupo de Computadoras del Instituto de Ingenieros de Radio (IRE) (1958 - 1959)
- Presidente fundador de la Federación Estadounidense de Sociedades de Procesamiento de Información (1961)
- Presidente del Comité Asesor sobre Sistemas Automatizados de Datos Personales del Departamento de Salud, Educación y Bienestar (ahora HHS) (1972)
- Vicepresidente del IFIP TC 11 (1985-1994)
- Presidente fundador del Consejo Asesor de Privacidad y Sistemas de Información (1987 - 1998)
- Junta Asesora Científica de la Fuerza Aérea de EE. UU.
- Consejo Asesor Científico de la NSA
- Miembro del Consejo Asesor del Centro de Información sobre Privacidad Electrónica (EPIC)
- Miembro de la Academia Nacional de Ingeniería

## Premios y distinciones
Asociaciones
- Miembro Nacional de Tau Beta Pi (1941-1942)[3]
- Miembro de la AAAS[12]
- Miembro del IEEE[12]
- Miembro del IRE (1962)[3]
- Miembro de la ACM (1994)[3]

Premios
- Premio al Logro, Capítulo de Los Ángeles, IRE (1957)[3]
- Premio al Servicio Distinguido, AMPS (1963)[3]
- Hombre de Ciencias de la Computación del Año, Asociación de Gestión de Procesamiento de Datos (1975)[3]
- Medalla al servicio civil excepcional de la USAF (1979)[3]
- Medalla del centenario del IEEE (1984)[3]
- Premio al Servicio Distinguido, AMPS (1986)[3]
- Premio Nacional de Seguridad de Sistemas Informáticos (1989)[3]
- Premio IEEE al pionero de las computadoras (1993)[3]
- Premio Nacional de Seguridad de Sistemas Informáticos NIST/NSA (1989)[3]
- Premio IFIP Kristian Beckman (1999)[3]
- Premio a la trayectoria del Centro de información sobre privacidad electrónica (2012)[3]
- Miembro del Salón de la Fama de la Seguridad Cibernética (2013)[3]

## Publicaciones
Ware fue autor de más de 70 publicaciones a lo largo de su carrera profesional.
- RAND y la evolución de la información: una historia en ensayos y viñetas - 2008
- Seguridad en la Computación - 2002 (prólogo).[9]
- La Ciberpostura de la Infraestructura Nacional de Información - 1998
- Nuevas perspectivas sobre la seguridad de los sistemas de información - 1997
- Opciones de políticas de privacidad y seguridad en un entorno de infraestructura de información nacional - 1996
- Una retrospectiva sobre el movimiento Criteria - 1995
- Consideraciones de política para redes de datos - 1994
- Dimensiones de privacidad del mantenimiento de registros médicos - 1994
- Declaración sobre propuestas clave en custodia presentadas al Subcomité de Tecnología, Medio Ambiente y Aviación de la Cámara de Representantes de EE. UU. - 1994
- Seguridad y protección del ciberespacio - 1993
- Las nuevas caras de la privacidad - 1993
- Perspectivas sobre sistemas informáticos confiables - 1988
- Cuestiones de supervivencia y política de la USAFE - 1988
- Cuestiones de política de seguridad informática: del pasado hacia el futuro - 1987
- Una perspectiva sobre el sistema de bases operativas colocadas de la USAFE - 1986
- Problemas emergentes de privacidad - 1985
- Perspectivas tecnológicas para las comunicaciones de bases aéreas - 1985
- Problemas de comunicaciones de base para los años 1980 - 1984
- Protección de la información y las comunicaciones - 1984
- Sistemas de información : el desafío del futuro para el Comando de Comunicaciones de la Fuerza Aérea - 1984
- Sistemas de información, seguridad y privacidad - 1983
- Perspectivas sobre la gestión de supervisión de proyectos de desarrollo de software - 1983
- Software de aviónica: ¿dónde estamos? - mil novecientos ochenta y dos
- Política informativa: Pensamientos para los años 80 - 1982
- Tecnología de la información, crimen y derecho - 1982
- Seguridad, privacidad y vulnerabilidad nacional - 1981
- Una taxonomía para la privacidad - 1981
- Seguridad y privacidad en los años 80 - 1980
- Seguridad informática en el gobierno civil y la industria - 1979
- Controles de seguridad para sistemas informáticos: Informe del grupo de trabajo de la Junta Científica de Defensa sobre seguridad informática - 1979
- Computadoras y privacidad personal - 1977
- Tecnología informática: ¿para bien o para mal? - 1977
- Regulaciones federales y estatales relativas a la privacidad de los datos de atención médica - 1977
- Privacidad y derechos del paciente - 1977
- Privacidad: manejo de datos personales - 1977
- Cuestiones de privacidad en el sector privado - 1977
- Aspectos de política pública para la era de la información - 1977
- Testimonio ante las audiencias del Subcomité de Comunicaciones de la Cámara: impacto de la tecnología de las telecomunicaciones en el derecho a la privacidad - 1977
- El estudio de gestión de recursos informáticos - 1976
- Cuestiones de privacidad y seguridad en los sistemas de información - 1976
- Aspectos de privacidad de las estadísticas de salud - 1976
- Cuestiones de privacidad y el sector privado. - 1976
- Proyecto RAND y toma de decisiones de la Fuerza Aérea - 1976
- Estado de la Ley de Privacidad: una descripción general de los avances tecnológicos y de las ciencias sociales. - 1976
- Testimonio ante la Comisión Nacional de Transferencias Electrónicas de Fondos. - 1976
- El estudio de gestión de recursos informáticos: resumen ejecutivo - 1975
- Cuestiones legislativas relativas a la confidencialidad de los registros sanitarios. - 1975
- Privacidad y Seguridad en Sistemas Informáticos - 1975
- Privacidad: el sector privado y las necesidades de la sociedad. - 1975
- Privacidad informática y seguridad informática. - 1974
- Una estrategia propuesta para la adquisición de equipos de aviónica - 1974
- Comentarios—Seminario para Directores de Servicios de Computación Académica. - 1974
- Computadoras y sociedad: el entorno tecnológico. - 1973
- Computadoras, privacidad personal y elección humana. - 1973
- Bancos de datos, privacidad y sociedad - 1973
- Registros, ordenadores y derechos de los ciudadanos - 1973
- Testimonio ante la Comisión de Eficiencia y Control de Costos de la Asamblea. - 1973
- La computadora definitiva. - 1972
- Las computadoras en el futuro de la sociedad. - 1971
- Límites en la potencia informática. - 1971
- Bancos de Datos Informáticos y Controles de Seguridad. - 1970
- Sobre los límites del poder informático. - 1969
- Testimonio ante el Comité de Política de Información Estatal de la Asamblea. - 1969
- La computadora en tu futuro - 1967
- Seguridad y Privacidad en Sistemas Informáticos. - 1967
- La tecnología informática del futuro y su impacto - 1966
- Elogio Johnniac - 1966
- Tecnología cibernética soviética: V. Computadoras de control de procesos soviéticas. - 1965
- El programador en un mundo cambiante. - 1963
- Tecnología cibernética soviética: II. Características generales de varias computadoras soviéticas - 1963
- Tecnología cibernética soviética: III, Elementos de programación de las computadoras BESM, STRELA, Ural, M-3 y Kiev. - 1963
- Tecnología cibernética soviética: I. Cibernética soviética, 1959-1962. - 1963
- La evolución de conceptos y lenguajes de la informática. - 1962
- Tecnología informática soviética - 1959 - 1960
- La historia y el desarrollo del proyecto de computadora electrónica en el Instituto de Estudios Avanzados - 1953
- Los principios lógicos de un nuevo tipo de contador binario - 1953